# Avkolonisering

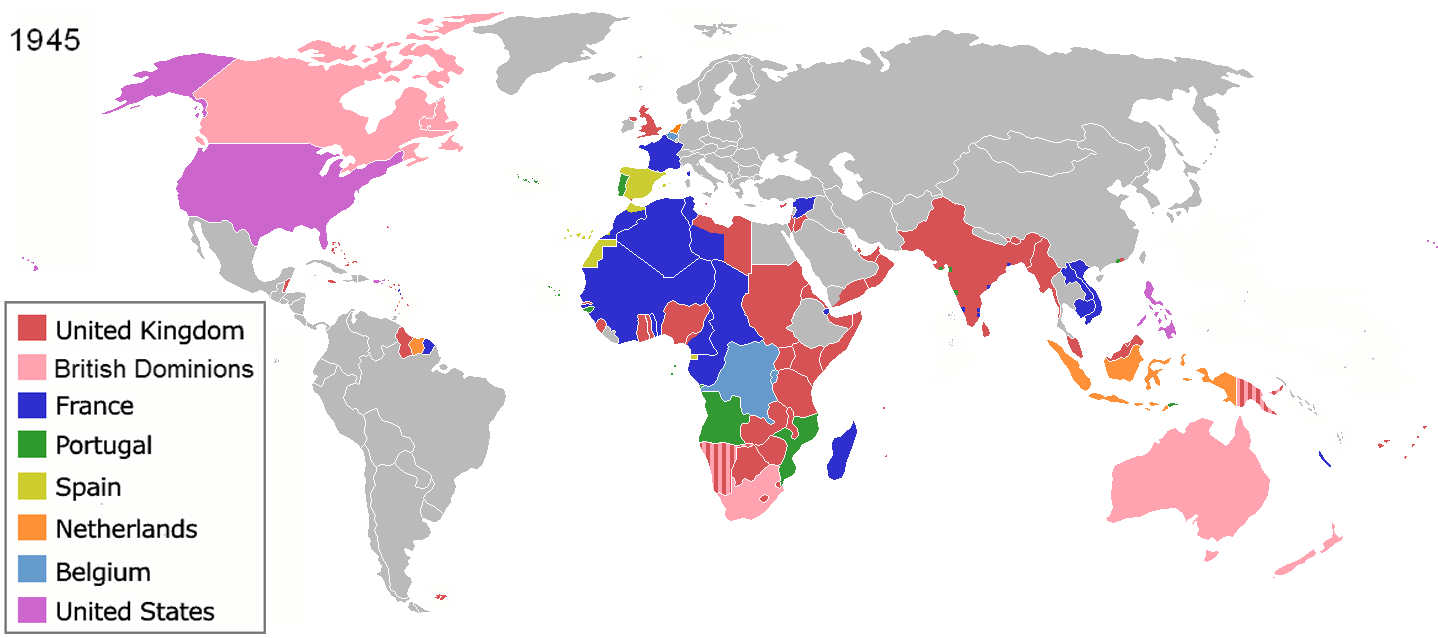
Kolonialmakter och kolonier år 1945.

Avkolonisering syftar på att formell politisk självständighet och suveränitet tilldelas tidigare kolonier. Oftast används begreppet om kolonierna i Asien och Afrika som efter andra världskriget blev självständiga. Den största vågen av avkolonisering skedde från andra världskrigets slut fram till mitten av kalla kriget, varav ett startskott blev Indien och Pakistans självständighet från Storbritannien år 1947.
Avkolonisering är uppnådd självständighet, integrering med administrationen i det tidigare styrande landet eller genom skapandet av en "fri statsbildning" i kolonin. Avkolonisering kan medföra, men inbegriper inte nödvändigtvis, både fredliga revolutioner och våldsamma frihetskrig.
Förenta Nationernas lista över icke-självstyrande områden är en lista över de områden som enligt FN betraktas som ännu ej avkoloniserade. Tvisten kring områdenas slutgiltiga status behandlas i FN:s specialkommitté för avkolonisering.

## Avkoloniseringen i stora drag

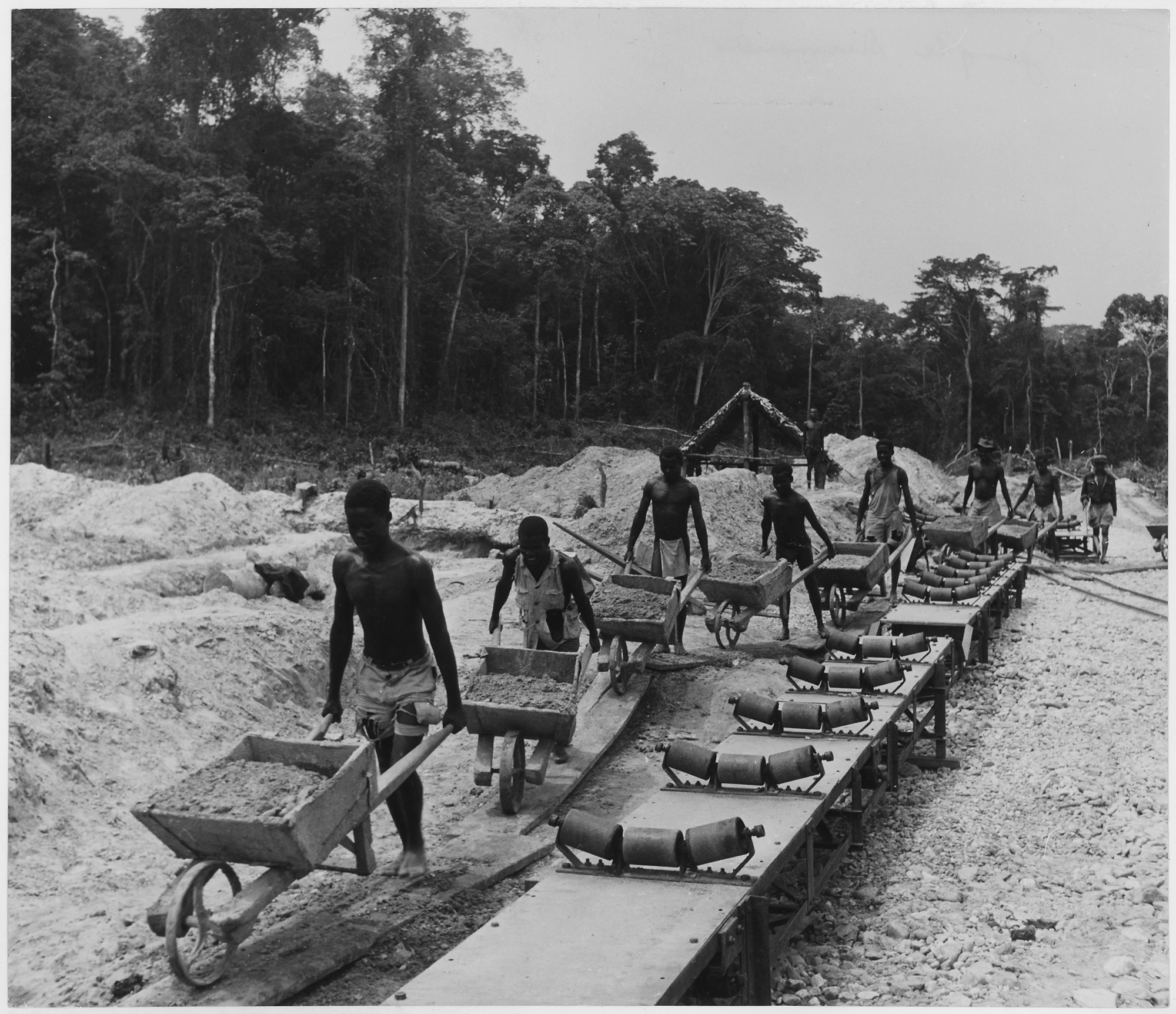
Kolonierna erfor föga industriell utveckling. Detta låg till grund för kraftigt eftersatt ekonomisk konkurrenskraft vid ländernas självständighet.

Kolonialismen tog sig många former och det fanns ingen gemensam modell för hur relationerna mellan kolonialmakt och koloni skulle se ut. Fransmännen ville att deras kolonier skulle bli så lika Frankrike som möjligt, kolonierna skulle assimileras. Detta innebar bland annat att fransk lag skulle gälla i alla kolonier och fransk kultur på sikt helt skulle ersätta lokala sedvänjor och normer. Alla samhällsstrukturer och administrativa apparater skulle efterlikna de i moderlandet. Britternas kolonialism var snarare kulturellt elitistisk och förlitade sig mer på redan existerande inhemska eliter, se indirect rule. Detta gjorde att Storbritannien i regel genomförde ett smidigare maktöverlämnande i sina kolonier, då det i flera fall fanns utbildade, etablerade eliter som kunde ta över statsapparaten. Där sådant saknades, exempelvis i Belgiska Kongo, försökte olika grupper med begränsat erkännande, ofta grundat i stamtillhörighet då det inte fanns någon utvecklad och accepterad nationell identitet, göra anspråk på statsmakten. Dessa postkoloniala konflikter förvärrades ofta av kalla kriget ideologiska kamp och inte sällan blandade den gamla kolonialmakten sig i och tog ställning för en part.
I vissa kolonier där en stor del av befolkningen var ättlingar till europeiska kolonister kunde motstånd mot kolonialmakten komma från annat håll än de som strävade efter avkolonisering. I exempelvis Sydrhodesia och Algeriet vände sig den europeiska befolkningen mot moderlandets avkolonisering i ett försök att bevara strukturell segregation, raslagar och exklusiv demokrati som inte innefattade majoritetsstyre och lika rösträtt för olika befolkningsgrupper. År 1961 trädde Sydafrikanska unionen ur Brittiska Samväldet och blev en republik som svar på brittisk kritik mot apartheid.
Slutligen fanns det områden som sorterade under kategorin protektorat såsom Marocko och Tunisien, samt mandatförvaltningar under Nationernas Förbund och Förenta Nationerna, exempelvis Syrien, Libanon och Palestina. Dessa ses inte formellt som kolonier men befann sig i praktiken i en mycket snarlik position.
Kapplöpningen om Afrika och Opiumkrigen hade resulterat i enorma men mycket kostsamma imperier, och med tiden blev det allt mer ohållbart att bibehålla rådande förhållanden. Folkmord, slaveri och institutionell rasism skapade inte bara oroligheter i kolonierna utan även moraliska kval för den allt mer inflytelserika borgerligheten i Europa som såg en dubbelstandard vad gällde spridandet av kristen lära och samtidigt våldsamt underkasta infödingar. Kostnaderna för att upprätthålla kolonier skenade snabbt iväg och började överskugga vinsterna. Försök att reglera rivaliserande ambitioner hos till exempel Tyska riket och Brittiska imperiet genom Berlinkonferensen 1884-1885 lyckades endast delvis. Åren kring sekelskiftet 1900 började slutligen också nationalistisk ideologi spridas till kolonierna och så småningom resultera i bred politisk mobilisering för självständighet.

## Historia

### Tidig avkolonisering
Avkolonisering skedde redan i slutet av 1700-talet med amerikanska frihetskriget 1775–1783 och kollapsandet av Spanska imperiets styre i Central- och Sydamerika år 1821 till följd av Napoleonkrigen. Året därpå förklarade sig Kejsardömet Brasilien självständigt från Portugal, också påverkat av Napoleonkrigens omvälvningar. Därefter tog dock kolonialimperialismens guldålder sin fart och förutom Osmanska rikets förluster av merparten av sina europeiska områden under 1800-talet skedde snarare en utbredning av stora imperier än en avveckling. Industriella revolutionen gav de europeiska kolonialmakterna, samt senare även USA och Japan, en militärteknologisk överlägsenhet som i regel ej kunde matchas av inhemska statsbildningar och system även om de flesta folk och härskare gjorde motstånd.

### Avkolonisering under mellankrigstiden
Som straff för sitt deltagande i första världskriget omvandlades de turkiska provinserna i Mellanöstern samt Tysklands kolonier till NF-mandat och togs över av etablerade kolonialmakter. Stora depressionen 1930 slog hårt mot kolonierna och resulterade i stängda marknader runtom i världen. De flesta kolonier hade exportgrödor som huvudsaklig inkomst vilken snabbt gick förlorad i det förändrade ekonomiska klimatet. Det var just under mellankrigstiden som nationalismen växte sig som starkast i kolonierna och flera våldsamma uppror inleddes runtom i världen vilket satte press på kolonialmakternas redan ansträngda budgetar.
Trots det skedde fortsatt expansion av kolonialimperierna under denna period. Japan tog över enorma landytor i nordöstra Kina medan Italien under Mussolini erövrade Abyssinien.
Viss decentralisering och tendens till avveckling kunde dock skönjas, exempelvis med Westminsterstatuten år 1931. I och med denna lag erhöll de brittiska dominions i praktiken totalt självstyre. Visst självstyre gavs också till Brittiska Indien genom Government of India Act 1935 för att försöka tillfredsställa nationalistiska krafter där, men man behöll fortsatt praktisk kontroll. Sultanatet Egypten gavs formell självständighet år 1922 men fortsatte i praktiken vara en brittisk marionettstat. Den amerikanska kolonialadministrationen på Filippinerna omvandlades till ett formellt självstyre, Filippinska samväldet.

### Avkolonisering under kalla kriget

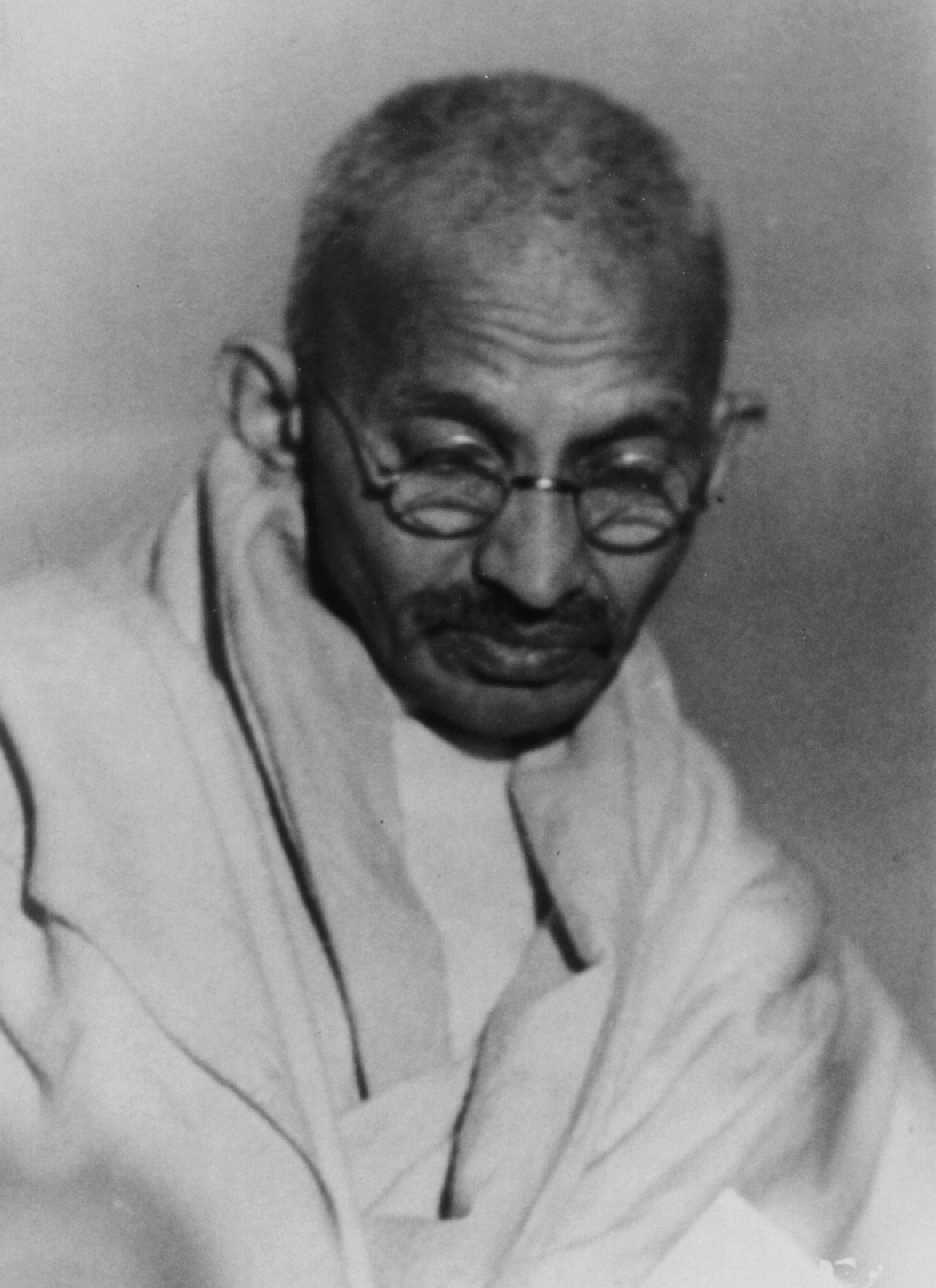
Mohandas Gandhi, känd självständighetsförespråkare i Brittiska Indien.

Andra världskriget hade i stort utarmat de europeiska kolonialmakterna, och kriget hade raserat infrastruktur, kraftigt reducerat antalet vapenföra män och minskat viljan att åter dras in i krig. Kolonierna hade i stort stått lojala vid kolonialmakternas sida i kriget och många hoppades därför på förändring i gengäld. Samtidigt var världsordningen dramatiskt förändrad. På ena sidan fanns det ideologiskt antikoloniala Sovjetunionen som uttryckte sitt stöd för självständighet åt kolonierna. På andra sidan fanns USA som inte heller var någon vän av den europeiska kolonialismens traditionellt protektionistiska karaktär och istället önskade tillgång till de stängda koloniala marknaderna.

#### 1940-talet
Under 1940-talets andra hälft nådde några brittiska kolonier självständighet utan egentliga frihetskrig: Indien, Pakistan, Ceylon och Myanmar. Med undantag för den sistnämnda behöll dessa länder symboliska politiska relationer med Storbritannien inom ramen för Brittiska Samväldet och det politiska maktöverlämnandet gick förhållandevis problemfritt. Samtliga introducerade dock socialistiska moderniseringsprogram som bröt med handelsförhållandena som fanns när de var kolonialmarknader. Detta innebar kraftig reglering av utrikeshandeln och politisk styrning av den inre marknaden. Under Indiens förste premiärminister Jawaharlal Nehru valde landet en planekonomisk utveckling inspirerad av den sovjetiska modellen med fokus på tung industri och jordbruk.
Italien och Japan förlorade sina kolonier (Japanska Korea, Italienska Östafrika, Italienska Somaliland, Italienska Nordafrika) till de allierade. De flesta gamla NF-mandatområden i Mellanöstern omvandlades till självständiga stater under 1940-talets slut varav vissa maktöverlämnanden var lugnare, såsom skapandet av Kungariket Irak, och andra mycket kaotiska, såsom skapandet av staten Israel.
Snart började dock effekterna av kolonialstyret och kalla krigets påverkan visa sig. Onaturliga gränser, brist på nationell identitet samt religiösa och etniska konflikter tog snart sin början. Delningen av Brittiska Indien efter religionstillhörighet ledde till att hundratusentals dödades och uppemot 10 miljoner människor flyttade i båda riktningar över gränsen. Såren efter delningen kom att påverka relationen mellan Indien och Pakistan i årtionden framöver, särskilt gällande Kashmirkonflikten. I Nederländska Ostindien hade den japanska ockupationsmakten uppmuntrat folk att förkasta holländskt kolonialstyre och 1945 förklarade Republiken Indonesien sig självständigt. Nederländarna hade dock inga planer på att låta detta ske och försökte militärt återta kontrollen över sin forna koloni. Det som de indonesiska republikanerna identifierade med kolonialmakten betraktades högst fientligt, exempelvis de pro-nederländska sultanerna av Sumatra och Kalimantan samt etniskt kinesiska köpmän. Kommunistiska revolutionärer gjorde en ansats att skapa en sovjetrepublik medan muslimska fundamentalister ville bygga en teokratisk stat. USA hotade ställa in ekonomiskt bistånd genom Marshallplanen till Nederländerna eftersom nästan hälften av biståndet hade gått till att återta kolonin. På liknande sätt var avkoloniseringen i övriga delar av världen av en mycket mångfacetterad, komplex och konfliktartad process.
I Vietnam hade den nationalistiska befrielserörelsen Vietminh etablerat en provisorisk regering direkt efter den japanska kapitulationen 1945 men pressades snart tillbaka av franska förstärkningar. Året därpå rasade ett fullskaligt befrielsekrig. Eftersom kampen för självständighet i Franska Indokina anfördes av nationalister med tydligt kommunistiska sympatier tog USA en helt annan ställning till avkolonisering här än vad man gjorde med Indonesien och stödde i allt större utsträckning Frankrike.

#### 1950-talet

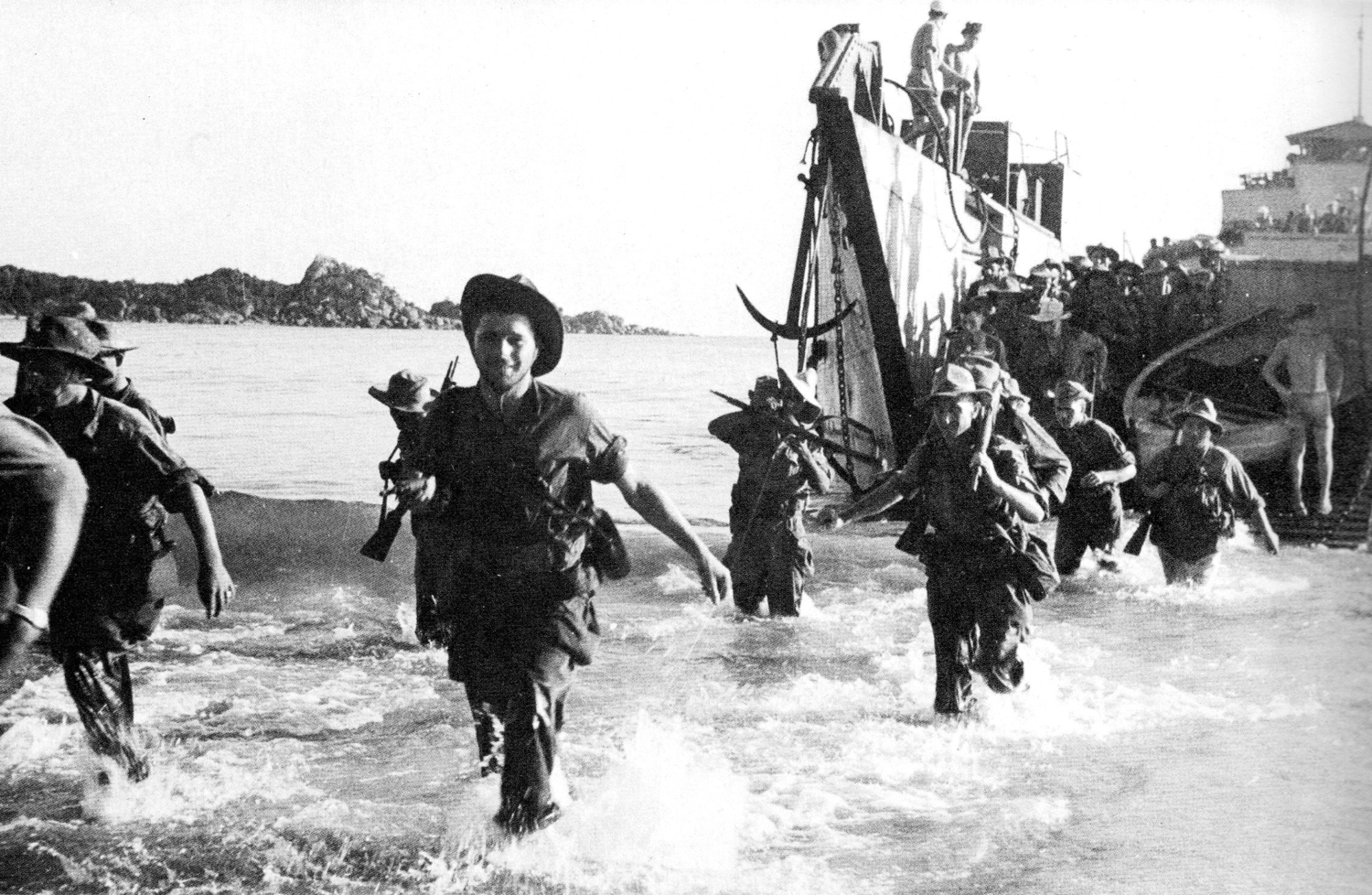
Franska specialstyrkor landsätts i Annam.

Under 1950-talet fortsatte avkoloniseringen i ökad takt. Återigen speglades kalla kriget tydligt i avkoloniseringen, liksom ovilja hos européerna att bryta med sitt koloniala förflutna. 1955 hölls Bandungkonferensen där historiskt självständiga utvecklingsländer liksom nyligen avkoloniserade länder vilket skulle bana väg för bildandet av Alliansfria rörelsen år 1961. Därigenom skulle vad som kom att kallas tredje världen få ett alternativ till det kommunistiska öst och kapitalistiska väst.
I Algeriet försökte fransmännen med en ny lag blidka självständighetsförespråkare genom att ge ovillkorligt franskt medborgarskap till alla muslimer. Likt liknande försök annorstädes kom det för sent och ett blodigt befrielsekrig bröt ut där Frankrike inte bara bekämpade algeriska nationalister utan även upprorisk fransk militär som till varje pris ville förhindra självständighet för vad man ansåg var en integrerad del av Frankrike och inte någon koloni. För resten av Nordafrika påskyndades avkoloniseringen men tog en mycket lugnare form. Områdena i fråga var föremål för särskilda regeringsformer och legala begränsningar av självstyre men var inte formella kolonier. 1951 blev Libyen en monarki efter självständighet från Frankrike och Storbritannien, 1955 fick Anglo-egyptiska Sudan självständighet och 1956 följde protektoraten Tunisien och Marocko. Långsammare gick det i Afrika söder om Sahara där endast Guldkusten fick självständighet år 1957 under ledning av Kwame Nkrumah. Nkrumah blev en ikon för strävandet för panafrikansk enighet och afrikansk socialism, som blev statsideologi i det enpartisystem han lät bygga. 
I Asien gav Frankrike upp striden i Vietnam år 1954 efter det förlorade slaget vid Dien Bien Phu och Franska Indokina omvandlades till fyra självständiga stater. Britterna lämnade Malaja i händerna på en vänligt sinnad inhemsk monarki år 1957 efter ett mångårigt kommunistiskt uppror.

#### 1960-talet
Under 1960-talet ökade Sovjetunionen finansiellt, materiellt och politiskt stöd till vänsterrörelser i tredje världen som sökte självständighet från kolonialmakter. Som motdrag stödde USA i stor utsträckning kvarvarande kolonialmakter samt antikommunistiska nationalistgrupper i redan avkoloniserade länder. År 1960 röstades resolution 1514 (XV) igenom i FN:s generalförsamling som krävde frihet åt koloniserande länder och folk. Det är också under detta årtionde som den afrikanska kontinenten genomgick det mesta av sin avkolonisering, 1960 blev "Afrikas år".  I USA pågår medborgarrättsrörelsen mot rassegregation och även det internationella klimatet blir alltmer fientligt till kvarvarande kolonialstyren baserade på den rasistiska föreställningen om den vite mannens börda och civiliserande mission.
1960 gavs medlemmar i det nybildade Franska samväldet möjligheten att genom folkomröstning erhålla full självständighet varav samtliga områden i Franska Västafrika och Franska Ekvatorialafrika blev formellt självständiga. I praktiken var de dock så outvecklade och strukturellt bundna till Frankrike att de fortsatte vara ekonomiskt beroende av den forna kolonialmakten vilket bäddade för ett neokolonialt förhållande.
 1960 är också året då Belgiska Kongo blir självständigt. Landets kaotiska start på självständigheten innefattar tidigare nämnda komplexa och mångfacetterade problem med avkoloniseringen, bland annat mycket outbildad inhemsk befolkning oförmögen att ta över den svaga statsapparaten, lågt förtroende för staten hos folket på grund av extremt förtryck, stamtillhörighet vägde tyngre än nationell identitet vilket gjorde att den nationell enigheten riskerades, kalla kriget drog in landet i en ideologisk konflikt medan utländska särintressen ville lägga beslag på naturrikedomarna.
Samtliga brittiska kolonier på det afrikanska fastlandet fick på fredlig väg sin självständighet under tidigt 1960-tal varav merparten följde i Kwame Nkrumahs spår. Man siktade på ekonomisk självständighet genom att bryta koloniala handelsmönster, öka statlig kontroll över ekonomin, motverka klassklyftor och lyfta olika varianter av "afrikansk socialism". Undantaget var Sydrhodesia under Ian Smith som vägrade gå med på moderlandets krav på införandet av lika rösträtt för vita och icke-vita i kolonin. 1965 utropade Sydrhodesia unilateral självständighet från Storbritannien och utsattes för internationella sanktioner, brittiskt fördömande och väpnat motstånd i rhodesiska bushkriget.
1961 invaderades Portugals sista besittningar i Indien men erövrandet erkändes inte av bland annat USA som tog ställning för den fascistiska militärdiktaturen i Lissabon mot prosovjetiska Indien. Samma år bröt portugisiska kolonialkrigen ut i Afrika där Nato delvis, men USA helt, stödde Portugals blodiga upprorsbekämpning av befrielserörelser. I detta fall blev det tydligt hur kalla kriget överskuggade avkoloniseringen helt och hållet. Sovjet och östblocket, andra avkoloniserade länder i Afrika, alliansfria länder i övriga tredje världen men även flera europeiska länder såsom Sverige stödde politiskt och ekonomiskt de stora kommunistiska gerillorna.

#### 1970-talet

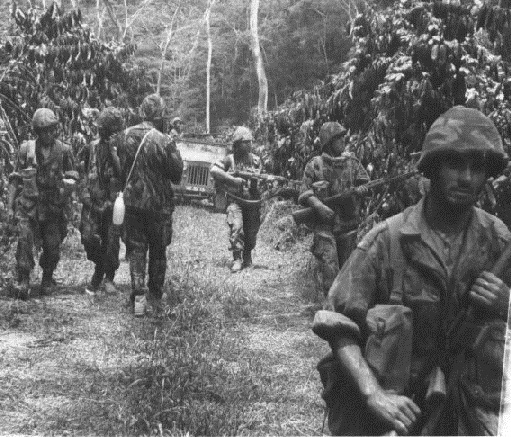
Portugisiska soldater på patrull i Angola.

Under 1970-talet försvann de sista stora kolonierna, nämligen Portugals afrikanska besittningar till följd av Nejlikerevolutionen år 1974. Maktöverlämnandet var dock osmidigt med panikartad utvandring av portugisiska kolonister samt avsiktligt saboterande av infrastruktur som hämnd för afrikanernas uppnådda självständighet. Eftersom kommunistiska grupper tog makten sponsrade USA med allierade inbördeskrig i Angola och Moçambique som skulle vara i många år. Likt kalla krigets krig med ombud i andra avkoloniserade länder förhindrades ekonomisk utveckling och stabilisering av det politiska klimatet kraftigt. Bara i Angola över 300 000 minor och nästan 500 000 andra odetonerade explosiva föremål hittats sedan inbördeskriget började 1975, vilket utgör ett fortsatt hinder för utveckling och välfärd i landet än idag.
Oljekrisen år 1973 slog hårt mot avkoloniserade länders ekonomier. Avkoloniserade länder försökte därför införa en ny ekonomisk världsordning genom FN i protest mot det rådande internationella ekonomiska systemets gynnande av industriländer såsom gamla kolonialmakter. Försöket att jämna ut de strukturella ekonomiska ojämlikheterna mellan utvecklings- och industriländer genom internationella avtal misslyckades dock.
När den fascistiska diktaturen i Spanien försvinner 1975 ges Spanska Sahara självständighet men ockuperas av sina grannländer Marocko och Mauretanien vilket bäddade för dagens konflikt om Västsahara. Samma år ockuperas nyligen självständiga Portugisiska Timor av Indonesien med stöd av USA som fruktade ett kommunistiskt övertagande efter avkoloniseringen.
1971 olagligförklarades fortsatt sydafrikansk kontroll över dagens Namibia. Apartheidregeringen i Sydafrika vägrade dock släppa kontrollen och avslutandet av vad som ursprungligen var ett NF-mandat för Sydvästafrika kunde ej genomföras. Istället blev territoriet ytterligare ett fall där avkolonisering motverkades av de som inte önskade inklusiv demokrati och lika rösträtt oavsett rastillhörighet.

#### 1980-talet
Under 1980-talet skedde otaliga statskupper, revolutioner och uppror i avkoloniserade stater. Gamla kolonialmakter liksom de båda supermakterna blandade sig i nästan varenda konflikthärd. Ett ogästvänligt internationellt ekonomiskt klimat gjorde heller inte mycket för att öka välståndet i ex-kolonierna, uteslutande utvecklingsländer. Många av ledarna i tredje världen var dessutom mycket odemokratiska och folkets misstro till staten bidrog också till konflikt och osämja.
Under detta årtionde avvecklades de sista resterna av Brittiska imperiet med undantag för kronkolonin Hongkong: Brittiska Honduras, Brunei och flera små östater i Karibien och Söderhavet blev självständiga. Australien, Nya Zeeland och Kanada erhöll formellt fullständig självständighet även om de i praktiken haft sådan i många årtionden. Inklusiv demokrati och lika rösträtt infördes 1980 i Rhodesia som blir Republiken Zimbabwe under ledning av Robert Mugabe. Likt de flesta självständighetskämpar i övriga Afrika slog han in på en afrikansk socialistisk väg ekonomiskt i syfte att industrialisera landet och göra det självförsörjande.